# 金山博物馆
金山博物馆位于上海市金山区朱泾镇罗星路200号，是一家地方性博物馆。

## 历史
金山区博物馆占地面积1319平方米，建筑面积1667平方米，于1984年开始筹建，1988年12月对外开放。展馆是一幢八边形建筑，另有办公用房和文物库房。博物馆拥有藏品上千件，常设金山古文化、馆藏精品两个展厅，另有一个临时展厅，博物馆展品以良渚文化出土文物和春秋战国的石器、玉器、陶器为主，还有明代书画家董其昌作品、国画大师张大千的作品。 

## 参观信息
- 开放时间：周二至周日（周六只开放上午）8:30－11:00，13:00－16:30。